# Longny-au-Perche
Longny-au-Perche ist eine Ortschaft und eine Commune déléguée in der französischen Gemeinde Longny les Villages mit 1.255 Einwohnern (Stand: 1. Januar 2022) im Département Orne in der Region Normandie.

## Lage
Longny-au-Perche liegt am Flüsschen Jambée im Regionalen Naturpark Perche, 18 Kilometer östlich von Mortagne-au-Perche.

## Geschichte
Der Ort war früher eine Baronie in der Landschaft Le Perche.
Mit Wirkung vom 1. Januar 2016 wurden die früheren Gemeinden Longny-au-Perche, La Lande-sur-Eure, Malétable, Marchainville, Monceaux-au-Perche, Moulicent, Neuilly-sur-Eure und Saint-Victor-de-Réno zu einer Commune nouvelle mit dem Namen Longny les Villages zusammengelegt und haben in der neuen Gemeinde den Status einer Commune déléguée. Der Verwaltungssitz befindet sich im Ort Longny-au-Perche. Die Gemeinde Longny-au-Perche gehörte zum Arrondissement Mortagne-au-Perche und zum Kanton Tourouvre.

## Bevölkerungsentwicklung
| Jahr                       | 1962 | 1968 | 1975 | 1982 | 1990 | 1999 | 2006 | 2013 |
| Einwohner                  | 1475 | 1527 | 1549 | 1650 | 1575 | 1590 | 1624 | 1445 |
| Quellen: Cassini und INSEE |      |      |      |      |      |      |      |      |

## Sehenswürdigkeiten
- Kirche Saint-Martin, Monument historique
- Kapelle Notre-Dame-de-Pitié, Monument historique
- Schloss Logny
- Rathaus
- Villa Jameau
- Mühle Rainville

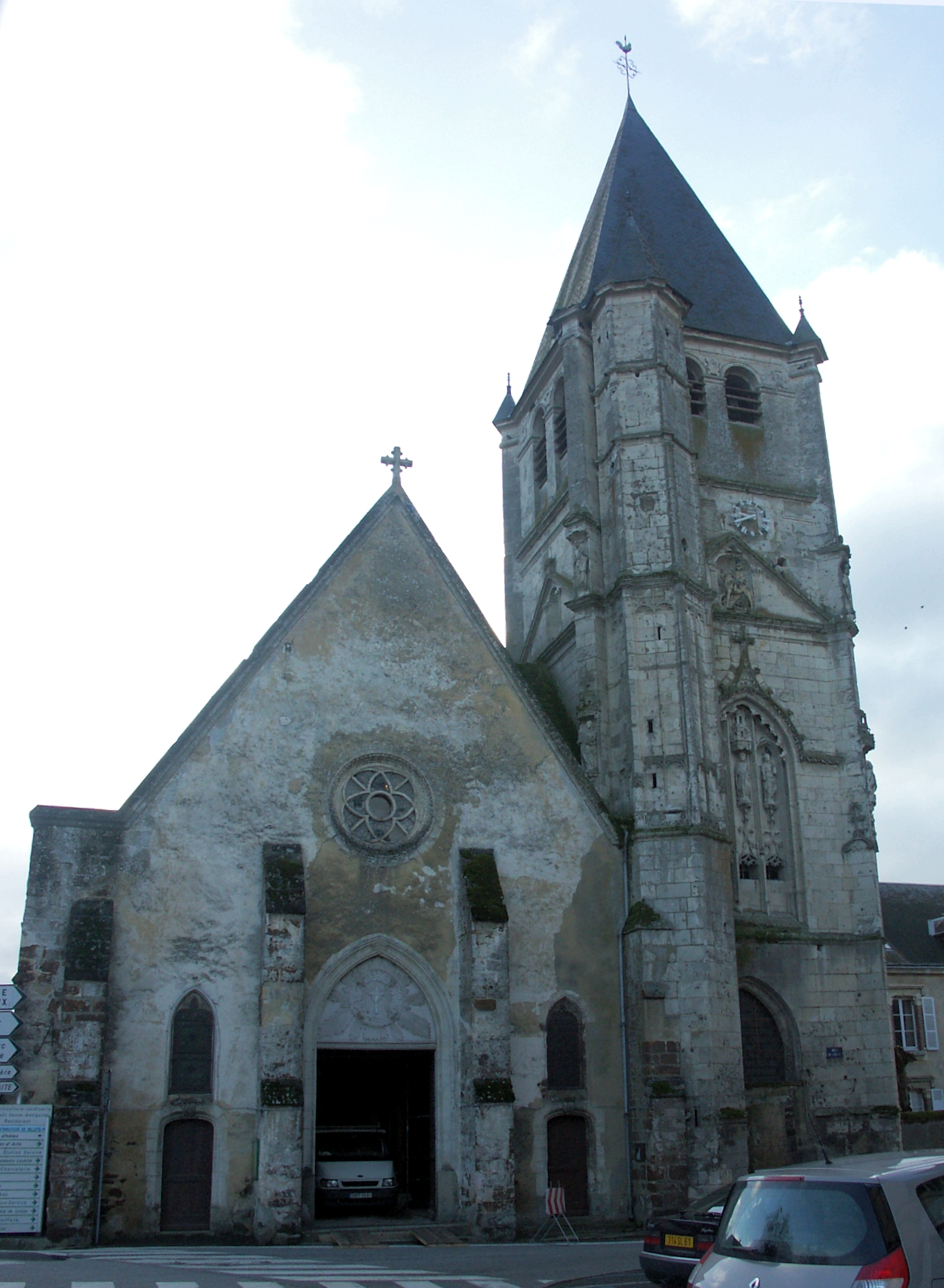
Kirche Saint-Martin
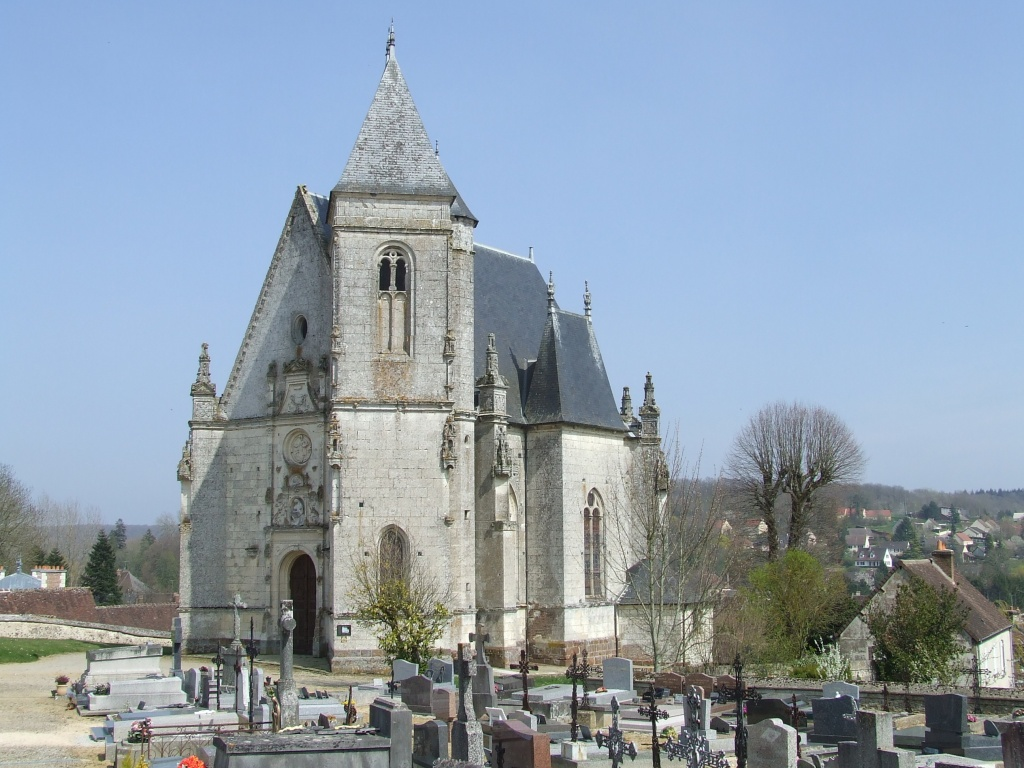
Kapelle Notre-Dame-de-Pitié